# Ohmden
Ohmden ist eine Gemeinde im Vorland der Schwäbischen Alb im Landkreis Esslingen, im Versteinerungs-Schutzgebiet Holzmaden-Ohmden gelegen. Sie gehört zur Region Stuttgart (bis 1992 Region Mittlerer Neckar) und zur Randzone der europäischen Metropolregion Stuttgart. Ohmden gehört der Verwaltungsgemeinschaft Weilheim an der Teck an.

## Geographie

### Geographische Lage
Das Gemeindegebiet von Ohmden liegt näher am Albtrauf im Südosten als an den Läufen von oberem Neckar im Westnordwesten und der Fils im Norden. Das namengebende Dorf liegt überwiegend rechts des Trinkbachs, der in der Nachbarstadt Kirchheim in die Lindach mündet. Es ist von Kirchheim unter Teck aus in Luftlinie 5–6 Kilometer östlich entfernt, von der Kreisstadt Esslingen am Neckar etwa 19 Kilometer südöstlich.

### Nachbargemeinden
Reihum grenzen ans Gemeindegebiet die folgenden Kommunen an: die Gemeinden Schlierbach im Norden, Hattenhofen im Nordosten und Zell unter Aichelberg im Osten, alle drei im Landkreis Göppingen, sowie die Gemeinde Holzmaden und die Stadt Kirchheim unter Teck im Westen, beide im Landkreis Esslingen.

### Gemeindegliederung
Zur Gemeinde gehören das Dorf Ohmden und die Höfe Lindenhof und Talhof.

### Flächenaufteilung
Nach Daten des Statistischen Landesamtes, Stand 2014.

## Urzeit
Im Urwelt-Museum Hauff in Holzmaden (Baden-Württemberg) war zeitweise in einer Vitrine ein Fossil zu sehen, bei dem es sich um den Oberarm eines im Meer lebenden Plesiosauriers aus dem Unterjura vor etwa 180 Millionen Jahren handeln sollte. Doch der Stuttgarter Wirbeltierpaläontologe Rupert Wild identifizierte in den 1970er Jahren diesen Fund aus einem Steinbruch bei Ohmden als Teil des rechten Hinterbeines eines auf dem Land lebenden Dinosauriers. 1978 gab er diesem Fossil den wissenschaftlichen Namen Ohmdenosaurus liasicus.

## Geschichte

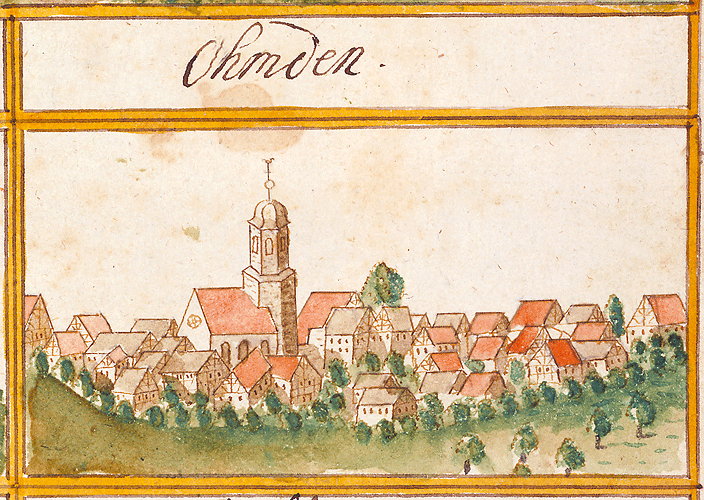
Ohmden 1683/1685 im Kieserschen Forstlagerbuch

### Mittelalter
Die Reihengräber im Ortsbereich deuten darauf hin, dass Ohmden eine Siedlung aus der Merowingerzeit ist. Der Ortsname Ohmden leitet sich von dem althochdeutschen Ausdruck âmat und bezeichnet die Öhmd, den zweiten Grasschnitt. Er wies im Laufe der Geschichte zahlreichen Varianten auf, beispielsweise Amindon, Ameden, Aymden, Ombden. Im Jahre 1125 wird Ohmden erstmals unter dem Namen Amindon  im Rotulus San Petrinus, einer Pergamentrolle des Klosters St. Peter im Schwarzwald urkundlich erwähnt. Es beschreibt ein Tauschgeschäft, in dem Herzog Konrad von Zähringen den Ort an das Kloster übereignete. Schließlich fiel das Dorf an das Kloster Adelberg. Seit spätestens 1381 hatte die Grafschaft Württemberg die hohe Obrigkeit über ganz Ohmden erworben. In der Spätphase des Mittelalters und der frühen Neuzeit löste Württemberg allmählich auch den Besitz der geistlichen und weltlichen Grundherren am Ort nach und nach zu seinen Gunsten ab und fügte das Dorf dem Amt in Kirchheim unter Teck hinzu.

### Neuzeit
Im Jahre 1525 bestand der Ort aus 41 Häusern. Der zu jener Zeit tobende Bauernkrieg veranlasste auch einige Bewohner aus Ohmden zum Widerstand. Namentlich überliefert ist die Gehorsamsverweigerung von Jörg Hanne und seiner Frau Anna Frenntzin, die nach Fürbitte mit ihren beiden Kindern Urfehde schwören mussten und des Landes verwiesen wurden. Im Dreißigjährigen Krieg hatte die Bevölkerung schwer unter den insbesondere seit 1634 herrschenden Verheerungen zu leiden. Um 1730 bestand Ohmden gemäß der Steuerliste aus 48 Häusern mit zugehörigen Scheunen und 15 Häusern ohne Scheunen, wobei viele Gebäude in schlechtem oder baufälligem Zustand waren.
Bei der Neugliederung des jungen Königreichs Württemberg am Anfang des 19. Jahrhunderts blieb die Zugehörigkeit von Ohmden zum Oberamt Kirchheim bestehen. Durch die Kreisreform während der NS-Zeit in Württemberg gelangte Ohmden 1938 zum Landkreis Nürtingen. Von 1945 bis 1952 gehörte der Ort zum Nachkriegsland Württemberg-Baden, das 1945 in der Amerikanischen Besatzungszone gegründet worden war. Im Jahre 1952 gelangte die Gemeinde zum neuen Bundesland Baden-Württemberg. Seit der Kreisreform von 1973 ist Ohmden Teil des Landkreises Esslingen.

### Religionen
Seit der Reformation ist Ohmden evangelisch geprägt. Bis heute ist der Großteil der Bürger evangelisch. Die Evangelische Kirchengemeinde gehört zum Kirchenbezirk Kirchheim unter Teck der Württembergischen Landeskirche. Seit 2002 gibt es das katholische Gemeindezentrum St. Markus, wo regelmäßig katholische Gottesdienste stattfinden. St. Markus ist an die Gesamtkirchengemeinde von St. Ulrich in Kirchheim unter Teck angegliedert.

### Einwohnerentwicklung
Bei den Zahlen vor dem 19. Jahrhundert handelt es sich überwiegend um grobe Schätzungen auf Grund von Steuerlisten.
| Jahr      | 1525 | 1617 | 1634 | 1655 | 1725 | 1803 | 1834 | 1861 | 1900 | 1939 | 1946 | 1961  | 1970  | 1980  | 1995  | 2000  | 2005  | 2010  | 2015  | 2020  |
| --------- | ---- | ---- | ---- | ---- | ---- | ---- | ---- | ---- | ---- | ---- | ---- | ----- | ----- | ----- | ----- | ----- | ----- | ----- | ----- | ----- |
| Einwohner | 185  | 304  | 200  | 102  | 300  | 508  | 621  | 655  | 649  | 611  | 865  | 1.026 | 1.249 | 1.611 | 1.733 | 1.704 | 1.714 | 1.722 | 1.719 | 1.734 |

## Politik

### Gemeinderat
Der Gemeinderat in Ohmden besteht aus den 10 gewählten ehrenamtlichen Gemeinderäten und der Bürgermeisterin als Vorsitzende. Die Bürgermeisterin ist im Gemeinderat stimmberechtigt.
Die Kommunalwahl am 9. Juni 2024 führte zu folgendem Endergebnis.
| Parteien und Wählergemeinschaften | Parteien und Wählergemeinschaften | % 2024 | Sitze 2024 | % 2019 | Sitze 2019 | Kommunalwahl 2024 %9080706050403020100 n. k. %82,04 %17,96 % BfBDUFOGewinne und Verlusteim Vergleich zu 2019 %p 30 25 20 15 10 5 0 −5−10−15−20−17,66 %p+29,11 %p−11,45 %pBfBDUFO |
| BFB                               | Bund freier Bürger                | –      | –          | 17,66  | 2          | Kommunalwahl 2024 %9080706050403020100 n. k. %82,04 %17,96 % BfBDUFOGewinne und Verlusteim Vergleich zu 2019 %p 30 25 20 15 10 5 0 −5−10−15−20−17,66 %p+29,11 %p−11,45 %pBfBDUFO |
| DU                                | Die Unabhängigen                  | 82,04  | 8          | 52,93  | 5          | Kommunalwahl 2024 %9080706050403020100 n. k. %82,04 %17,96 % BfBDUFOGewinne und Verlusteim Vergleich zu 2019 %p 30 25 20 15 10 5 0 −5−10−15−20−17,66 %p+29,11 %p−11,45 %pBfBDUFO |
| FO                                | Für Ohmden                        | 17,96  | 2          | 29,41  | 3          | Kommunalwahl 2024 %9080706050403020100 n. k. %82,04 %17,96 % BfBDUFOGewinne und Verlusteim Vergleich zu 2019 %p 30 25 20 15 10 5 0 −5−10−15−20−17,66 %p+29,11 %p−11,45 %pBfBDUFO |
| gesamt                            | gesamt                            | 100,0  | 10         | 100,0  | 10         | Kommunalwahl 2024 %9080706050403020100 n. k. %82,04 %17,96 % BfBDUFOGewinne und Verlusteim Vergleich zu 2019 %p 30 25 20 15 10 5 0 −5−10−15−20−17,66 %p+29,11 %p−11,45 %pBfBDUFO |
| Wahlbeteiligung                   | Wahlbeteiligung                   | 74,1 % | 74,1 %     | 60,6 % | 60,6 %     | Kommunalwahl 2024 %9080706050403020100 n. k. %82,04 %17,96 % BfBDUFOGewinne und Verlusteim Vergleich zu 2019 %p 30 25 20 15 10 5 0 −5−10−15−20−17,66 %p+29,11 %p−11,45 %pBfBDUFO |

### Bürgermeister
- 1952–1986 Walter Kröner († 2017)[5] (parteilos)
- 1987–2010 Manfred Merkle († 2012)[6] (parteilos)
- 2010–2018 Martin Funk (SPD)

Im Dezember 2017 wurde Funk im zweiten Wahlgang zum neuen Bürgermeister von Altbach
gewählt.
- seit 2018 Barbara Born (parteilos). Frau Born wurde im 1. Wahlgang mit 79,2 % der Stimmen im ersten Wahlgang gewählt.[8]

### Wappen
Das Wappen Ohmdens zeigt in Schwarz einen sechszackigen Stern unter einem Hufeisen auf gelbem Schild. Über den Ursprung ist wenig bekannt. Das Hufeisensymbol könnte auf den vermutlich hohen Pferdebestand des Ortes hinweisen. Unterstützt wird die Deutung durch die Tatsache, dass nach der Nördlinger Schlacht im Jahre 1634 aus der Gemeinde 125 Pferde requiriert wurden, eine für die damalige Ortsgröße enorme Anzahl. Sicher ist, dass der Stern nur zur Unterscheidung zu anderen Ortswappen mit Hufeisensymbol, welches in Württemberg immer wiederkehrte, eingeführt wurde und keine geschichtliche Bedeutung besitzt.
Während ein Siegel aus dem Jahre 1765 noch eine Hirschstange über einem „O“ zeigt, weist ein Siegel von 1800 das Hufeisensymbol, noch ohne Stern, auf. Das heutige Wappen wurde am 11. Dezember 1973 durch das Innenministerium verliehen.

### Stadtpartnerschaften
- Modane, Frankreich, seit 2008

## Bildung
Ohmden verfügt über einen eigenen Kindergarten und eine eigene Grundschule. Die Grundschule verfügt über einen Bauwagen, der als „grünes Klassenzimmer“ dient, und einen großen Pausenhof, der mit einem Spielplatz, einer Garage voller Spielzeug, Fußballtoren, Sandkasten und vielen Bäumen ausgestattet ist. Ältere Schüler müssen in die Nachbarorte fahren, um weiterführende Schulen zu besuchen.

## Kultur und Sehenswürdigkeiten

### Bauwerke
Besonders sehenswert ist die evangelische Pfarrkirche St. Cosmas und Damian von 1681/83. Sie enthält vier Altarflügelbilder von Thomas Schick, die Szenen aus dem Leben der beiden Heiligen Cosmas und Damian zeigen und um 1500 entstanden sind. Sie waren für eine Vorgängerkirche produziert worden.

### Fossilienfundstätte
Fossilienfunde aus den Posidonienschiefer – Steinbrüchen sind im Urwelt-Museum Hauff ausgestellt.

## Söhne und Töchter der Gemeinde
- Karl Scheufelen (1823–1902), Unternehmer, Gründer der Papierfabrik Scheufelen in Lenningen